# Meillerwagen
Der Meillerwagen, auch FR-Wagen (FR = Fernrakete), war ein Transportanhänger der Wehrmacht im Zweiten Weltkrieg.

## Beschreibung
In der A4-Fibel, die für Wehrmachtangehörige als Bedienvorschrift für die Rakete herausgegeben wurde, wird der Anhänger als FR-Wagen bezeichnet. Der Anhänger wurde konzipiert, um V2-Raketen (Aggregat 4) unter anderem von der Umschlagstelle des technischen Truppenbereichs zum Startpunkt („Brennstand“) zu transportieren. Des Weiteren diente er als Versorgungsfahrzeug bei der Betankung und der Startvorbereitung.
Der inoffizielle Name „Meillerwagen“ wurde oft in offiziellen Dokumenten verwendet und bezieht sich auf einen Teilelieferanten für den Anhänger, die Franz Xaver Meiller Fahrzeug- und Maschinenfabrik. Der in der Heeresversuchsanstalt Peenemünde entworfene Meillerwagen wurde bei der Firma Gollnow & Sohn mithilfe italienischer und russischer Häftlinge aus dem KZ-Außenlager Rebstock montiert. Der Meillerwagen war auch Gegenstand für Untersuchungen zur Entwicklung mobiler Raketenabschussrampen (Projekt Regenwurm).

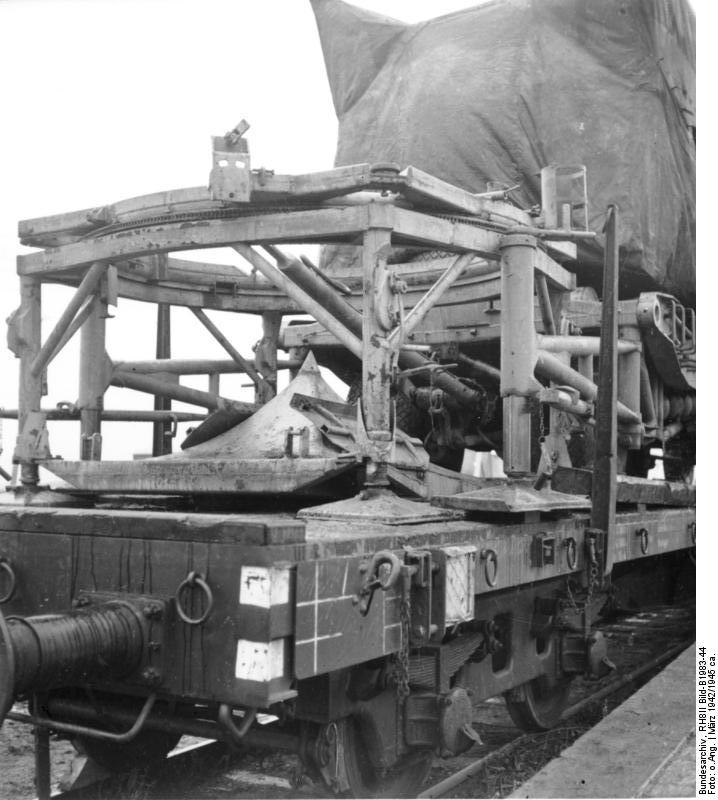
FR-Wagen mit Zubehör bei Bahntransport
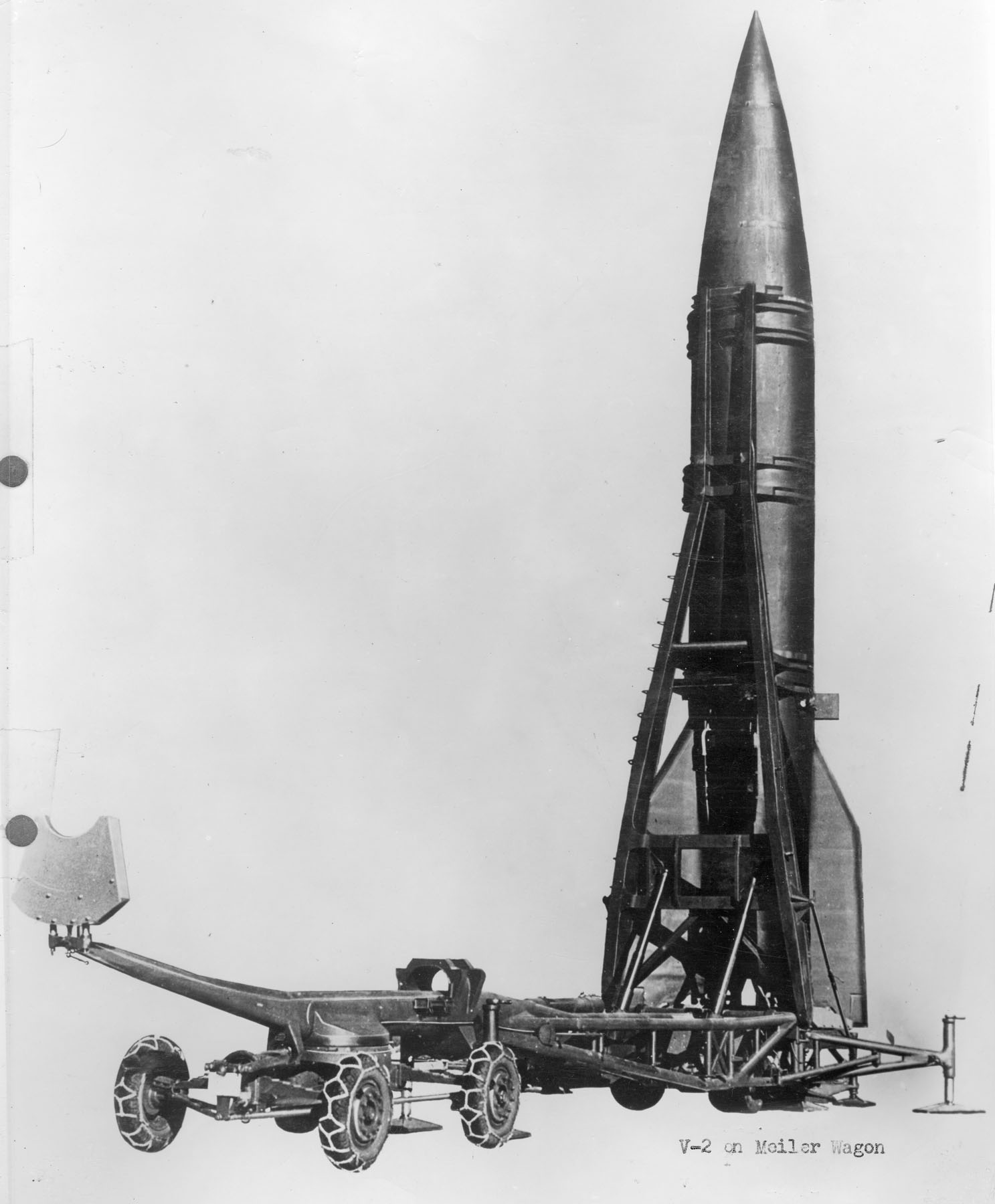
FR-Wagen mit Rakete
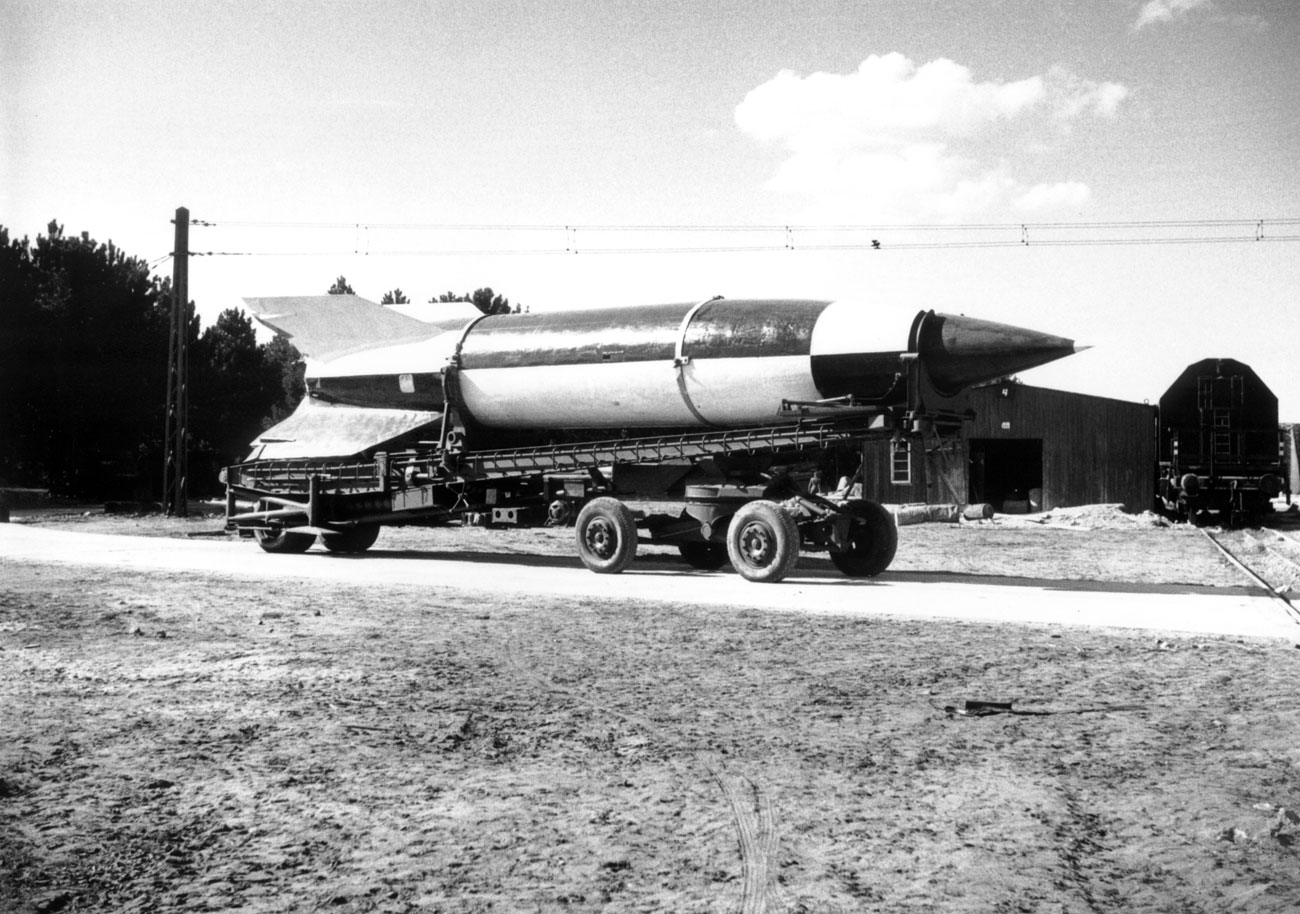
FR-Wagen mit Rakete in Transportstellung

## Erhaltene Meillerwagen

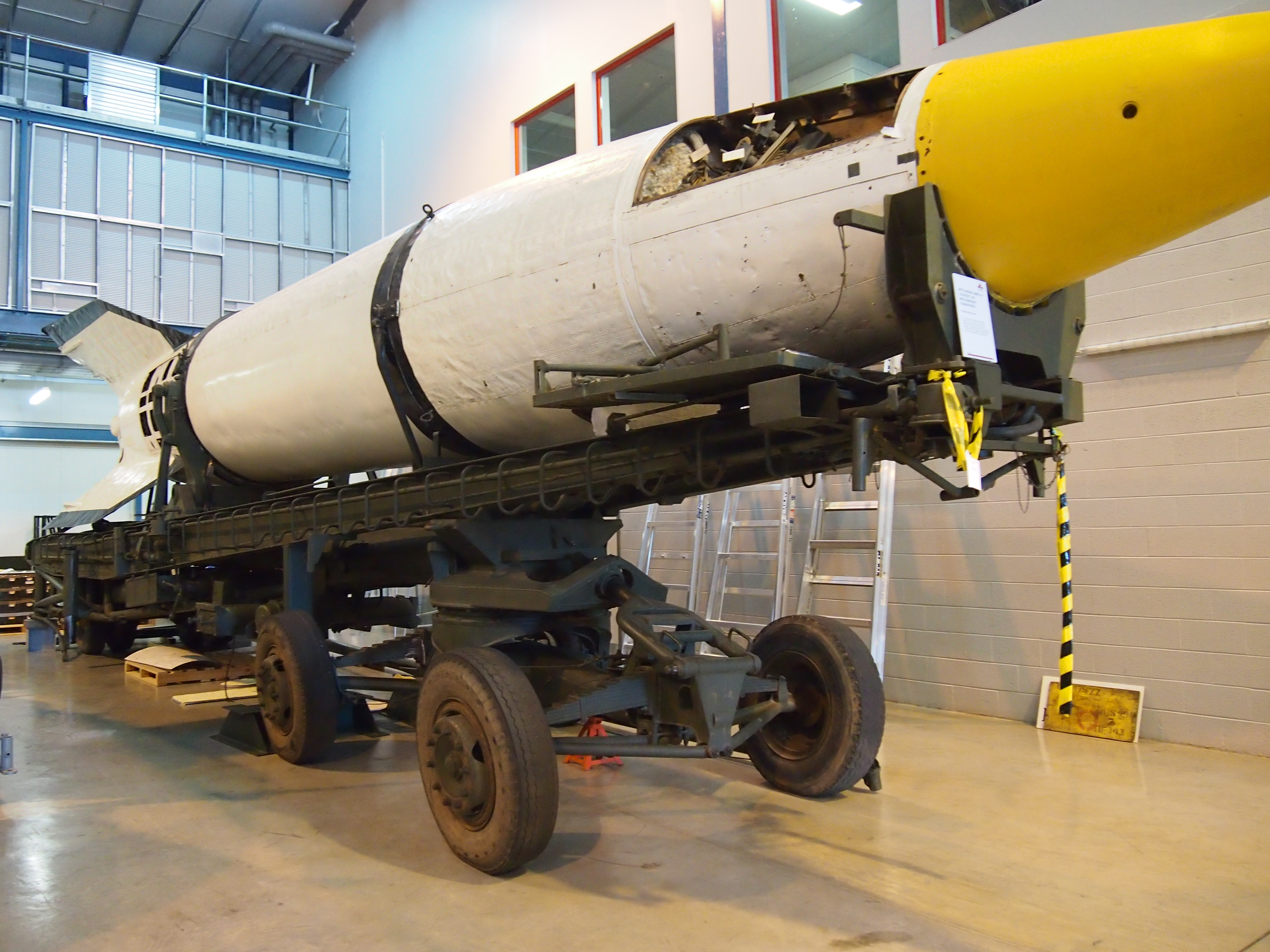
Meillerwagen im Australian War Memorial im Treloar Technology Centre im September 2012

Insgesamt sollen rund 200 Meillerwagen gebaut worden sein, von denen noch drei erhalten sind:
- Australian War Memorial im Treloar Resource Centre in Canberra (Australien)
- Royal Air Force Museum in Cosford (Großbritannien)
- National Museum of the United States Air Force auf der Wright-Patterson Air Force Base in Dayton, Ohio (USA)

## Ähnliche Fahrzeuge
Im Zusammenhang mit dem „Meillerwagen“ wird gelegentlich auch der „Vidalwagen“ genannt, der von Otto Daus als Chefkonstrukteur der  Vidal & Sohn Tempo-Werk entworfen wurde. Der Vidalwagen war wesentlich leichter gebaut und wurde für den horizontalen Straßentransport der A4-Rakete genutzt.